# Soumaa
Soumaa (in arabo صومعة‎?, Ṣūmaʿa) è un comune dell'Algeria, situato nella provincia di Blida.